# Bezvučni uvularni ploziv
Bezvučni uvuarni ploziv suglasnik je koji postoji u nekim jezicima, a u međunarodnoj fonetskoj abecedi za njega se koristi simbolom [q].
Pojavljuje se u uzbečkome, arapskome, adigejskome, perzijskome, ǃXóõ jeziku i mnogim drugim. Postojao je i u ubihskome i biblijskome hebrejskom.
Nalazi se u govoru Chemnitza u Njemačkoj (uz druge moguće izgovore standardnog /r/). Kao alofon pojavljuje se, primjerice u inačicama engleskog i mađarskog.
Karakteristike su:
- po načinu tvorbe jest ploziv
- po mjestu tvorbe jest uvularni suglasnik
- po zvučnosti jest bezvučan.